# Leptodactylodon axillaris
Espèce
Statut de conservation UICN

 CR B1ab(iii) : 
En danger critique
Leptodactylodon axillaris est une espèce d'amphibiens de la famille des Arthroleptidae.

## Répartition
Cette espèce est endémique du Cameroun. Elle se rencontre de 2 300 à 2 700 m d'altitude sur le mont Bamboutos.
Sa présence est incertaine sur le mont Oku.

## Publication originale
- Amiet, 1971 : Leptodactylodon nouveaux du Cameroun (Amphibiens Anoures). Annales de la Faculté des Sciences du Cameroun, vol. 7/8, p. 141-172.